# Balclutha bulbosa
Balclutha bulbosa är en insektsart som beskrevs av Knight 1987. Balclutha bulbosa ingår i släktet Balclutha och familjen dvärgstritar. Inga underarter finns listade i Catalogue of Life.